# Puisne
Puisne ( /ˈpjuːni/; do francês Antigo puisné, moderno puîné, significa "depois de nascer, mais jovens" (e, daí, inferior); do latim postea, depois, e natus, nascido) é o termo legal e jargão de arte usado principalmente no inglês britânico com o significado de "inferiores na classificação". Ele é pronunciado como a palavra insignificante (punny). Essa palavra, a grafia aportuguesada, tornou-se um adjetivo que significa fraco ou inferior.
Os juízes e os barões dos tribunais de direito comum em Westminster, outras que as detêm um título distinto, foram chamados puisne. O Ato Supremo do Tribunal da Magistratura de 1877, um "juiz puisne" é considerado um juiz do supremo Tribunal de outros que o Senhor Chanceler, o Lorde Chefe de Justiça da Inglaterra, o "Master of the Rolls, o Lorde Chefe de Justiça dos Fundamentos Comuns, e o Lorde Chefe Barão do Tesouro, e de seus sucessores, respectivamente.
Tribunais Puisne existiam como os tribunais de instâncias inferiores, nas fases iniciais, no poder judiciário, na América do Norte Britânica, em particular, Canadá Superior e Inferior. Os ministros do Suprema Corte do Canadá, diferente do Chefe de Justiça são ainda referidos como JuízesPuisne.[carece de fontes?]